# Scopula tenuimedia
Scopula tenuimedia là một loài bướm đêm trong họ Geometridae.